# Kanton Montpont-en-Bresse
Der Kanton Montpont-en-Bresse war bis März 2015 eine französische Verwaltungseinheit im Arrondissement Louhans, im Département Saône-et-Loire und in der Region Burgund. Sein Hauptort war Montpont-en-Bresse. 
Der Kanton umfasste 100,58 km² und 3165 Einwohner (2012), was einer Bevölkerungsdichte von 31 Einwohnern pro km² entspricht. 

## Gemeinden
Der Kanton bestand aus fünf Gemeinden:
| Gemeinde           | Einwohner Jahr | Fläche km² | Bevölkerungsdichte | Code INSEE | Postleitzahl |
| ------------------ | -------------- | ---------- | ------------------ | ---------- | ------------ |
| Bantanges          | 552 (2013)     | –          | – Einw./km²        | 71018      | 71500        |
| La Chapelle-Thècle | 458 (2013)     | –          | – Einw./km²        | 71097      | 71470        |
| Ménetreuil         | 409 (2013)     | –          | – Einw./km²        | 71293      | 71470        |
| Montpont-en-Bresse | 1.115 (2013)   | –          | – Einw./km²        | 71318      | 71470        |
| Sainte-Croix       | 623 (2013)     | –          | – Einw./km²        | 71401      | 71470        |

## Bevölkerungsentwicklung
| 1962 | 1968 | 1975 | 1982 | 1990 | 1999 | 2006 | 2012 |
| ---- | ---- | ---- | ---- | ---- | ---- | ---- | ---- |
| 3238 | 3663 | 3320 | 3117 | 2908 | 2738 | 2947 | 3165 |

## Der Kanton Montpont-en-Bresse ab 2015
2015 (22. und 29. März) wurden erstmals die Départementsräte nach neuem Wahlverfahren gewählt. Im Vorfeld wurde die Zahl der Kantone halbiert, hingegen erfolgten die Kandidaturen immer paarweise mit einer Frau und einem Mann. Gleichzeitig wurden die Kantone nach demographischen Gesichtspunkten festgelegt, indem die Abweichung der Bevölkerungszahlen der Kantone innerhalb des Departements nicht mehr als 20 % betragen darf. Das Kantonsgebiet muss zusammenhängend sein und Gemeinden bis 3.500 Einwohner dürfen nicht auf mehrere Kantone aufgeteilt werden.
Im Rahmen dieser Umstrukturierung wurden die fünf Gemeinden des Kantons Montpont-en-Bresse zum Kanton Cuiseaux geschlagen und der Kanton besteht seit 29. März 2015 nicht mehr.